# Ranunculus sceleratus
Il ranuncolo di palude (nome scientifico Ranunculus sceleratus L., 1753) è una pianta appartenente alla famiglia delle Ranunculaceae, comune lungo i fossi umidi della penisola italiana.

## Etimologia
Il nome generico (Ranunculus), passando per il latino, deriva dal greco Batrachion, e significa “rana” (è Plinio scrittore e naturalista latino, che c'informa di questa etimologia) in quanto molte specie di questo genere prediligono le zone umide, ombrose e paludose, habitat naturale degli anfibi. L'epiteto specifico (sceleratus) è un termine latino e significa “malvagio – ingiurioso - abominevole” che trasportato alla terminologia botanica potrebbe essere tradotto con inquinante, infestante o meglio ancora dannoso per le sue caratteristiche tossiche

Il binomio scientifico attualmente accettato (Ranunculus sceleratus) è stato proposto da Carl von Linné (Rashult, 23 maggio 1707 –Uppsala, 10 gennaio 1778), biologo e scrittore svedese, considerato il padre della moderna classificazione scientifica degli organismi viventi, nella pubblicazione Species Plantarum del 1753.

## Descrizione

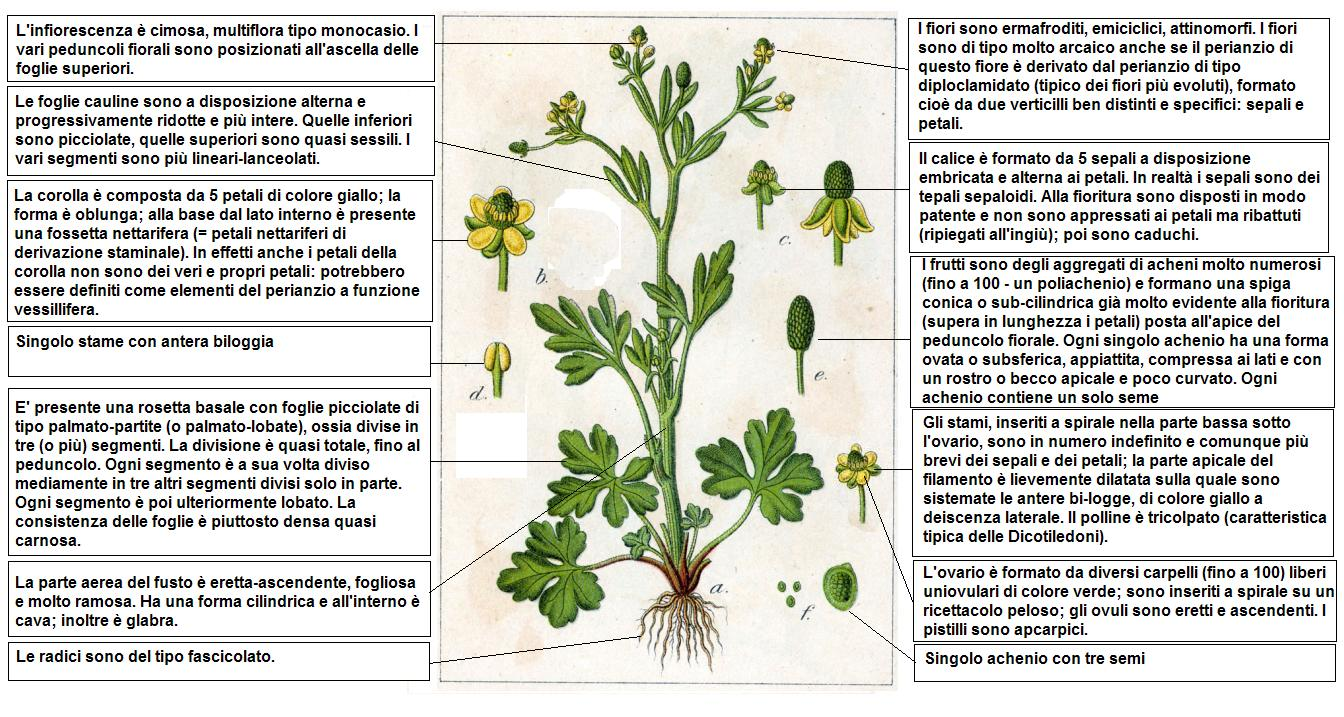
Descrizione delle parti della pianta

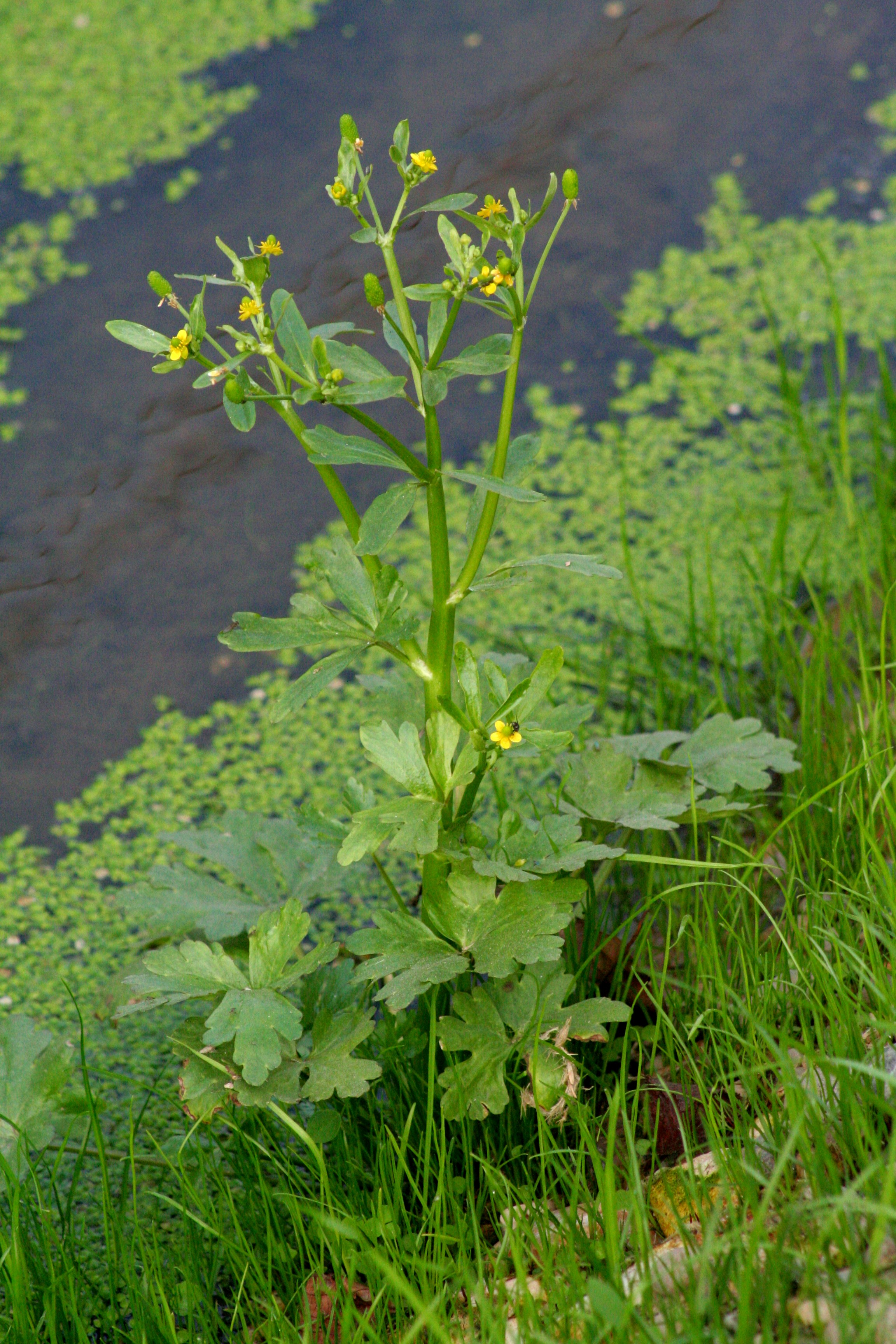
Il portamento
Località: Canizzano (TV), 10 m s.l.m. - 12/10/2008

È una pianta la cui altezza oscilla tra 15 e 50 cm (massimo 90 cm). Queste piante sono definite terofite scapose (T scap), ossia sono piante erbacee che differiscono dalle altre forme biologiche poiché, essendo annuali, superano la stagione avversa sotto forma di seme; sono inoltre munite di asse fiorale eretto con poche foglie. 

### Radici
Le radici sono del tipo fascicolato.

### Fusto
- Parte ipogea: assente.
- Parte epigea: la parte aerea del fusto è eretta-ascendente, fogliosa e molto ramosa. Ha una forma cilindrica e all'interno è cava; inoltre è glabra con una superficie striata.

### Foglie

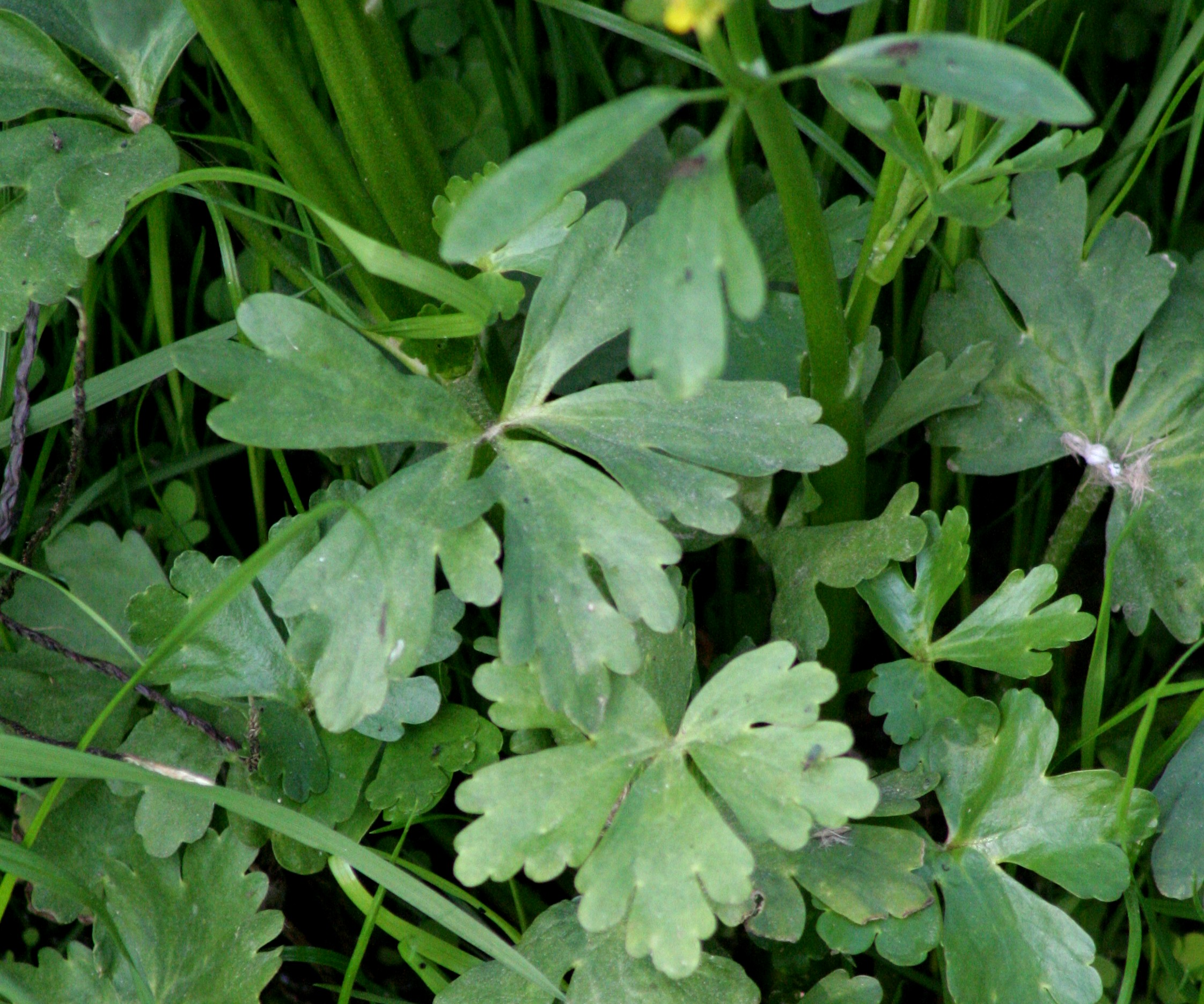
Le foglie
Località: Canizzano (TV), 10 m s.l.m. - 12/10/2008

- Foglie basali: è presente una rosetta basale con foglie picciolate di tipo palmato-partite (o palmato-lobate), ossia divise in tre (o più) segmenti. La divisione è quasi totale, fino al picciolo. Ogni segmento è a sua volta diviso mediamente in tre altri sub-segmenti divisi solo in parte. Ogni sub-segmento è poi ulteriormente lobato. La consistenza delle foglie è piuttosto densa quasi carnosa.
- Foglie cauline: le foglie cauline sono a disposizione alterna e progressivamente ridotte e più intere. Quelle inferiori sono picciolate, quelle superiori sono quasi sessili. I vari segmenti sono più lineari-lanceolati. Dimensione dei segmenti: larghezza 1 – 4 mm: lunghezza 10 – 25 mm

### Infiorescenza

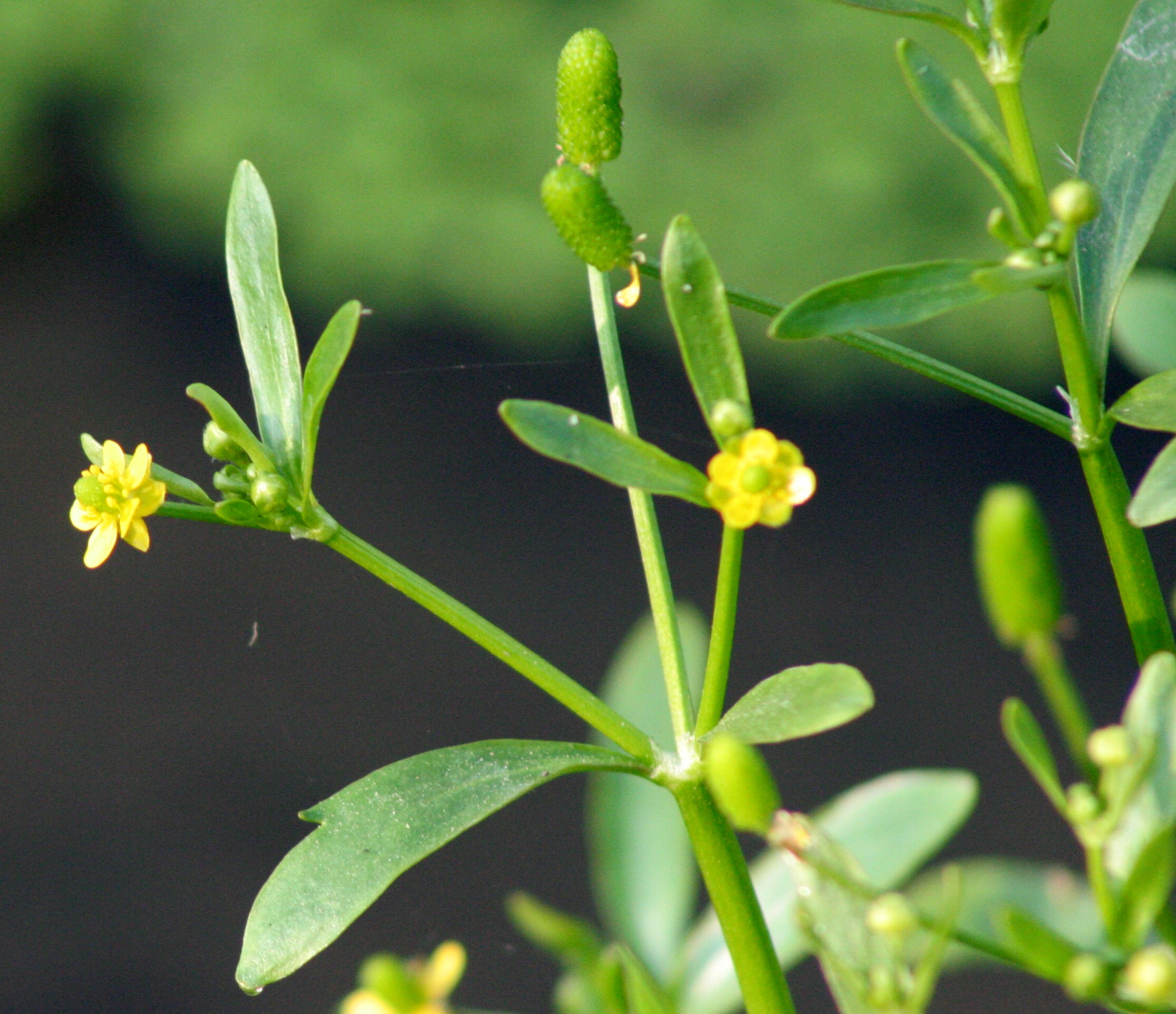
Infiorescenza
Località: Canizzano (TV), 10 m s.l.m. - 12/10/2008

L'infiorescenza è cimosa, multiflora tipo monocasio. I vari peduncoli fiorali sono posizionati all'ascella delle foglie superiori.

### Fiore

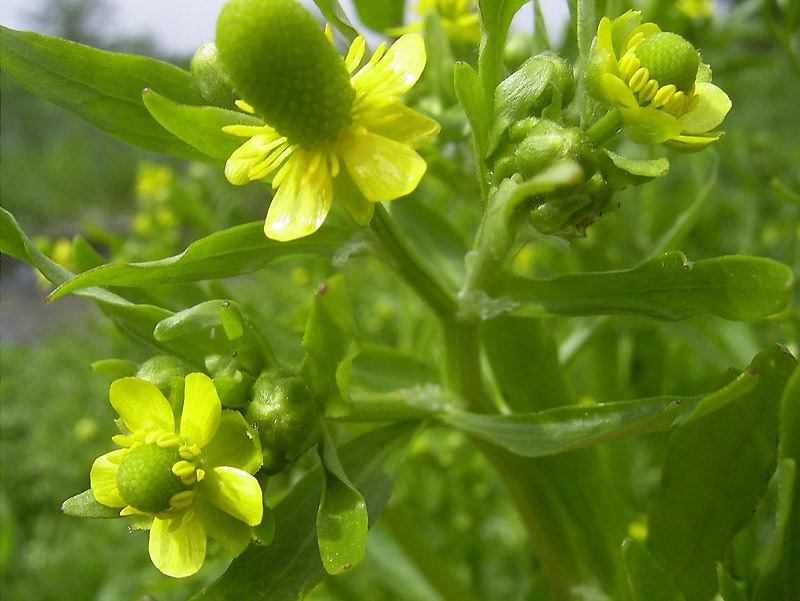
I fiori

I fiori sono ermafroditi, emiciclici, attinomorfi. I fiori sono di tipo molto arcaico anche se il perianzio(o più esattamente il perigonio) di questo fiore è derivato dal perianzio di tipo diploclamidato (tipico dei fiori più evoluti), formato cioè da due verticilli ben distinti e specifici: sepali e petali. Diametro dei fiori: 4 – 10 mm.
- Formula fiorale: per queste piante viene indicata la seguente formula fiorale:

* K 5, C 5, A molti, G 1-molti  (supero), achenio
- Calice: il calice è formato da 5 sepali a disposizione embricata e alterna ai petali. In realtà i sepali sono dei tepali sepaloidi[8]. Alla fioritura sono disposti in modo patente e non sono appressati ai petali ma ribattuti (ripiegati all'ingiù); poi sono caduchi.
- Corolla: la corolla è composta da 5 petali di colore giallo; la forma è oblunga; alla base dal lato interno è presente una fossetta nettarifera (= petali nettariferi di derivazione staminale). In effetti anche i petali della corolla non sono dei veri e propri petali: potrebbero essere definiti come elementi del perianzio a funzione vessillifera[9]. Lunghezza dei petali: 1,5 – 2 mm.
- Androceo: gli stami, inseriti a spirale nella parte bassa sotto l'ovario, sono in numero indefinito e comunque più brevi dei sepali e dei petali; la parte apicale del filamento è lievemente dilatata sulla quale sono sistemate le antere bi-logge, di colore giallo a deiscenza laterale. Al momento dell'apertura del fiore le antere sono ripiegate verso l'interno, ma subito dopo, tramite una torsione, le antere si proiettano verso l'esterno per scaricare così il polline lontano dal proprio gineceo evitando così l'autoimpollinazione. Il polline è tricolpato (caratteristica tipica delle Dicotiledoni).
- Gineceo: l'ovario è formato da diversi carpelli (fino a 100) liberi uniovulari di colore verde; sono inseriti a spirale su un ricettacolo peloso; gli ovuli sono eretti e ascendenti. I pistilli sono apocarpici (derivati appunto dai carpelli liberi).
- Fioritura: da maggio a agosto.

### Frutti
I frutti sono degli aggregati di acheni molto numerosi (fino a 100 - un poliachenio) e formano una spiga conica o sub-cilindrica già molto evidente alla fioritura (supera in lunghezza i petali) posta all'apice del peduncolo fiorale. Ogni singolo achenio ha una forma ovata o subsferica, appiattita, compressa ai lati e con un rostro o becco apicale e poco curvato. Contiene inoltre un solo seme. Dimensione dell'achenio: 1 mm.

## Riproduzione
La riproduzione di questa pianta avviene per via sessuata grazie all'impollinazione degli insetti pronubi (soprattutto api) in quanto è una pianta provvista di nettare (impollinazione entomogama). Essendo una pianta a ciclo biologico annuo ad ogni nuova stagione, dal seme, si forma un nuovo individuo.

## Distribuzione e habitat
- Geoelemento: il tipo corologico (area di origine) è Paleotemperato ma anche Eurasiatico.
- Distribuzione: in Italia è comune al nord, più rara e incostante nella penisola e isole (forse assente in Calabria). Nelle Alpi la presenza di questa pianta è discontinua (si trova nelle province di: TO VA CO BG BS TN BZ BL). Anche nelle Alpi oltre confine ha una presenza a zone come anche nel resto nei rimanenti rilievi europei. Fuori dall'Europa questa pianta si trova in Asia, in Nord Africa e in America del nord (probabilmente naturalizzata).
- Habitat: l'habitat tipico di questo ranuncolo sono i fossi, le rive dei ruscelli e in genere le zone fangose e frequentemente inondate. Il substrato preferito è sia calcareo che calcareo/ siliceo con pH basico-neutro, terreno ad alti valori nutrizionali che deve essere costantemente umido.
- Distribuzione altitudinale: sui rilievi queste piante si possono trovare fino a 1000 m s.l.m.; frequentano quindi i seguenti piani vegetazionali: collinare e montano.

### Fitosociologia
Dal punto di vista fitosociologico la specie di questa voce appartiene alla seguente comunità vegetale:
Formazione: delle comunità terofiche pioniere nitrofile
Classe: Bidentetea tripartitae

## Tassonomia
Il genere Ranunculus è un gruppo molto numeroso di piante comprendente oltre 400 specie originarie delle zone temperate e fredde del globo, delle quali quasi un centinaio appartengono alla flora spontanea italiana. La famiglia delle Ranunculaceae invece comprende oltre 2500 specie distribuite su 58 generi. 

Le specie spontanee della nostra flora sono suddivise in tre sezioni (suddivisione a carattere pratico in uso presso gli orticoltori organizzata in base al colore della corolla): Xanthoranunculus – Batrachium – Leucoranunculus. La specie Ranunculus sceleratus appartiene alla prima sezione (Xanthoranunculus) caratterizzata dall'avere la corolla gialla.

Un'altra suddivisione, che prende in considerazione caratteristiche morfologiche ed anatomiche più consistenti, è quella che divide il genere in due sottogeneri (o subgeneri), assegnando il Ranunculus sceleratus al subgenere Ranunculus, caratterizzato da piante con fusti eretti (e quindi forniti di tessuti di sostegno), peduncoli dell'infiorescenza eretti alla fruttificazione, lamina fogliare ben sviluppata e petali gialli o bianchi (l'altro subgenere Batrachium è dedicato soprattutto alle specie acquatiche).

Il numero cromosomico di R. sceleratus è: 2n = 32.

### Variabilità
Nell'elenco che segue sono indicate alcune sottospecie, varietà e forme (l'elenco può non essere completo e alcuni nominativi sono considerati da altri autori dei sinonimi della specie principale o anche di altre specie):

Sottospecie
- Ranunculus sceleratus subsp. multifidus (Nutt.) Hultén (1944)
- Ranunculus sceleratus subsp. reptabundus (Rupr.) Hultén (1947)

Varietà
- Ranunculus sceleratus var. depressus H. Lév. (1915)
- Ranunculus sceleratus var. eremogenes Garrett (1911)
- Ranunculus sceleratus var. longissimus (Lunell) L.D. Benson (1942)
- Ranunculus sceleratus var. multifidus Nutt. (1838)
- Ranunculus sceleratus var. typicus L.D.Benson (1948)
- Ranunculus sceleratus var. sinensis H. Lév. & Vaniot (1906)

Forme
- Ranunculus sceleratus fo. natans Glück

### Sinonimi
La specie di questa voce ha avuto nel tempo diverse nomenclature. L'elenco che segue indica alcuni tra i sinonimi più frequenti:
- Batrachium sceleratum (L.) Th. Fr. ex A.Pihl (1893)
- Hecatonia palustris Lour.
- Hecatonia scelerata (L.) Fourr. (1868)
- Ranunculus apiifolius St-Lager (1880)
- Ranunculus apiophyllus St-Lager in Cariot (1889)
- Ranunculus holophyllus Hance
- Ranunculus oryzetorum Bunge

### Specie simili
Tra i vari ranuncoli quella di questa voce è una pianta facilmente individuabile in quanto differisce sensibilmente dalla altre specie del genere sia per l'habitus molto compatto, le foglie con lobi arrotondati e il caratteristico gineceo verde, ben evidente al centro del fiore. L'habitat particolare (zone umide e bagnate) contribuisce ulteriormente alla facilità di identificazione di questo ranuncolo.

## Usi

### Farmacia
Queste piante sono le più velenose del genere Ranunculus. Contengono in tutte le parti l'anemonina; una sostanza particolarmente tossica per animali e uomini. Infatti gli erbivori brucano le foglie di queste piante con molta difficoltà (in alcuni casi l'animale è morto) e solamente dopo una buona essiccazione (erba affienata) che fa evaporare le sostanze più pericolose. Anche le api evitano di bottinare il nettare dei “ranuncoli”. Sulla pelle umana queste piante possono creare delle vesciche (dermatite); mentre sulla bocca possono provocare intenso dolore e bruciore alle mucose.

Secondo la medicina popolare queste piante sono antireumatiche (attenua i dolori dovuti all'infiammazione delle articolazioni), antispasmodiche (attenua gli spasmi muscolari, e rilassa anche il sistema nervoso), emmenagoghe (regola il flusso mestruale) e rubefacenti (richiama il sangue in superficie, alleggerendo la pressione interna). 

### Giardinaggio
Sono piante rustiche di facile impianto per cui spesso sono coltivate nei giardini rustici o anche alpini.